# Verdon Gorge

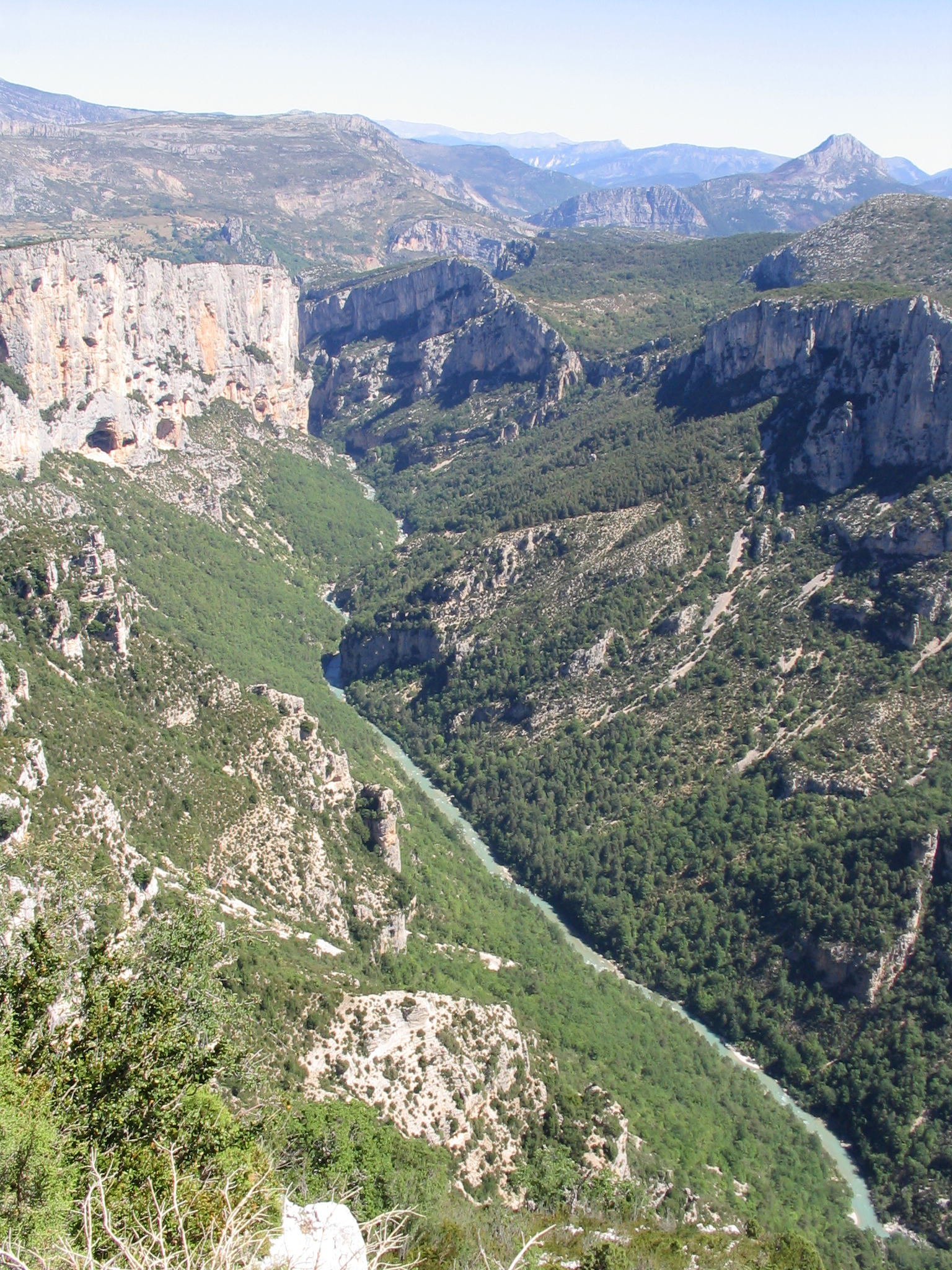
Gorges du Verdon, hình ảnh quan sát từ phía Bắc.

Verdon Gorge (tiếng Pháp: Gorges du Verdon hay Grand canyon du Verdon, có nghĩa là hẻm núi lớn ở Verdon) là một hẻm núi sông thuộc tỉnh Alpes-de-Haute-Provence, phía Đông nam nước Pháp. Đây là hẻm núi được coi là đẹp nhất tại châu Âu với chiều dài khoảng 25 km và sâu tới 700 mét. Hẻm núi được hình thành bởi sông Verdon, được đặt tên sau khi người ta phát hiện ra màu xanh ngọc của nước trong hẻm núi vô cùng đẹp. Điều ấn tượng nhất nằm giữa các thị trấn Castellane và Moustiers-Sainte-Marie, nơi con sông đã cắt giảm một khe núi lên đến 700 mét xuống thông qua khối đá vôi. Ở cuối hẻm núi, sông Verdon chảy vào hồ nước nhân tạo Sainte-Croix-du-Verdon (tiếng Pháp: Lac de Sainte-Croix).
Vì nó khá gần bờ biển Đông Nam của Pháp nên hẻm núi thu hút được rất nhiều khách du lịch. Họ có thể lái xe xung quanh vành của hẻm núi, thuê thuyền kayak hoặc đi bộ. Các bức tường đá vôi, trong đó có những nơi cao tới vài trăm mét thu hút nhiều nhà leo núi. Những tuyến đường bao gồm các vách đá nứt, cột trụ và các bức tường dường như vô tận từ 20m đến hơn 400m.
Ngày 10 tháng 7 năm 2006, Hội đồng Nhà nước Pháp đã bãi bỏ việc xây dựng dự của EDF (Electricite de France Điện lực Pháp), liên quan đến một đường dây điện cao áp 400.000 V đi qua Verdon Gorge. Quyết định này đã kết thúc 23 năm đấu tranh của các nhóm công cộng và hiệp hội bảo vệ môi trường nhằm bảo vệ một địa điểm tự nhiên đặc biệt được quan tâm, bảo vệ nhiều loài động thực vật.

## Hình ảnh

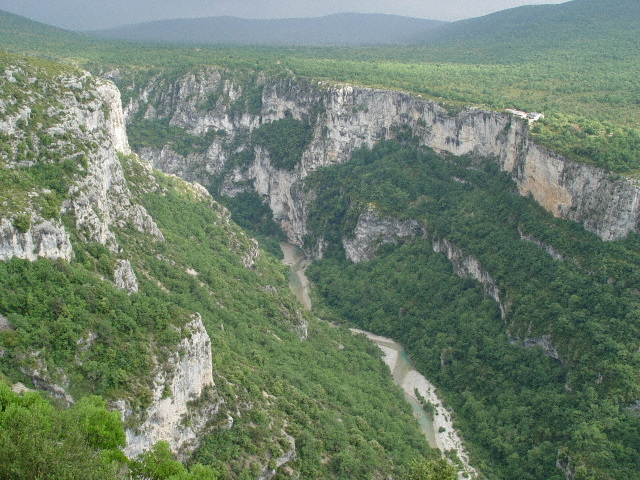
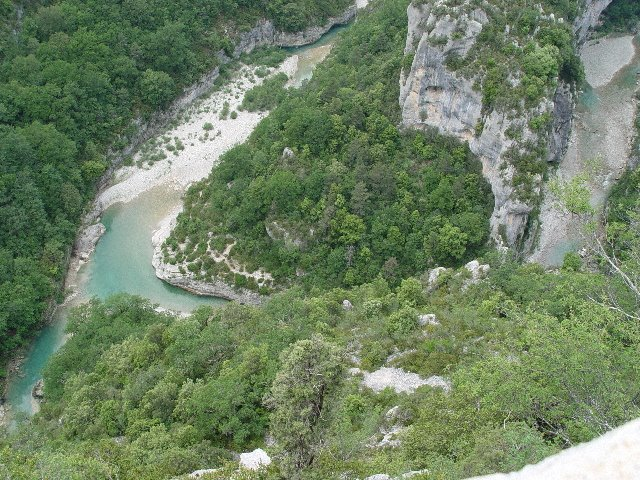
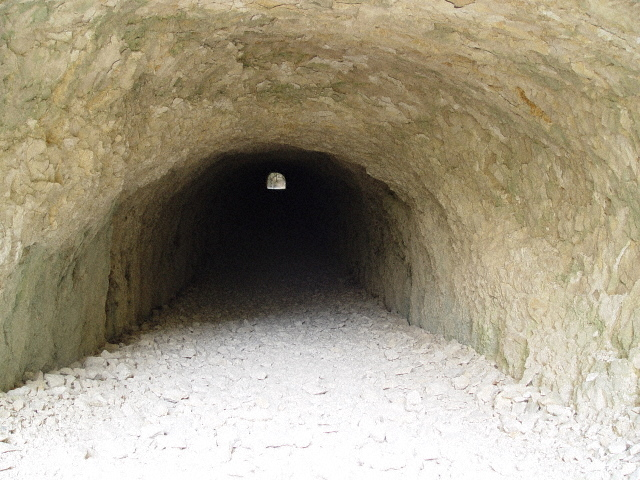
Lối vào của đường hầm Trescaïre
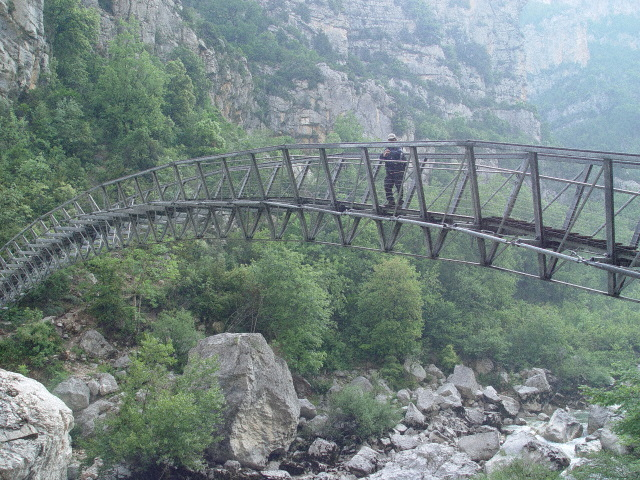
Cây cầu đi bộ mới ở Estellé.
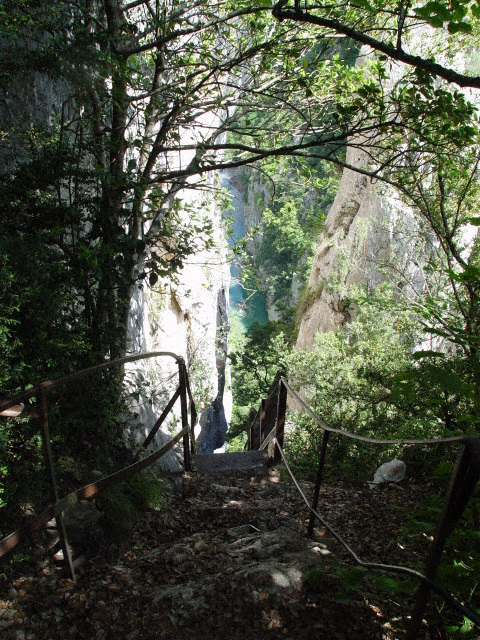
Cầu thang với 6 lượt 252 bậc.
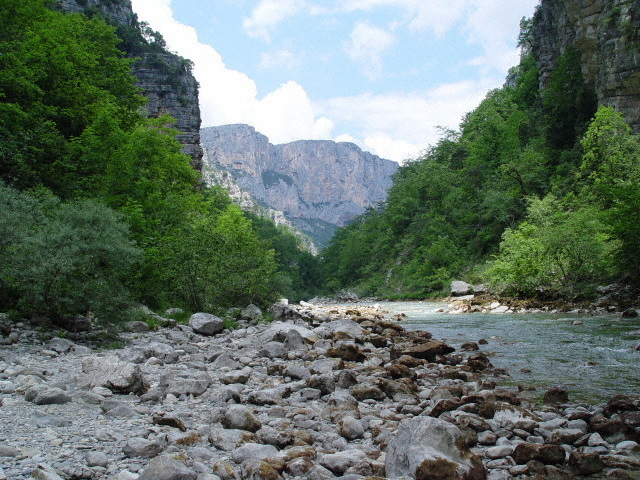
Baumes-Fères, phía xa là các vách đá.
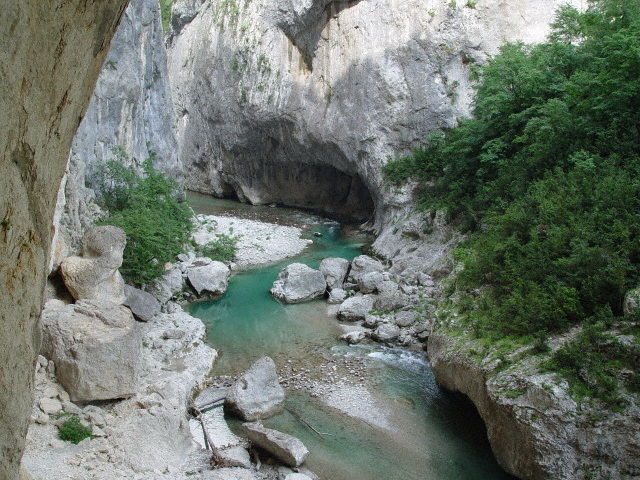
Baume-aux-Pigeons.